# Catocala tenuivittata
Catocala tenuivittata là một loài bướm đêm trong họ Erebidae.